# 永城镇
永城镇，是中华人民共和国重庆市綦江区下辖的一个乡镇级行政单位。位于綦江城区东北部，介于北纬28°57'45"~29°02'39"，东经106°46'37"~106°52'32"之间。

## 行政区划
永城镇下辖以下地区：
永丰社区、中华村、大桥村、瀛山村、复兴村、大兴村、温泉村、黄沙村和永和村。